# Le Théâtre national populaire
Pour plus de détails, voir Fiche technique et Distribution.
Le Théâtre national populaire est un film documentaire français réalisé par Georges Franju sorti en 1956. 
Le court métrage évoque l'activité du TNP dirigé par Jean Vilar, au début des années 1950.

## Fiche technique
- Titre : Le Théâtre national populaire
- Réalisation : Georges Franju
- Scénario : Georges Franju
- Commentaire : Georges Franju, dit par Marc Cassot
- Production : Procinex - Ancinex
- Photographie : Marcel Fradetal
- Musique : Maurice Jarre
- Montage : Suzanne Sandberg
- Pays de production : France
- Format : Noir et blanc - 35 mm
- Genre : Documentaire
- Durée : 26 minutes
- Date de sortie : 1956
- Visa d'exploitation : 18648

## Distribution
- Jean Vilar
- Maria Casarès
- Gérard Philipe
- Sylvia Monfort
- Georges Wilson
- Daniel Sorano
- Monique Chaumette
- Jean Topart